# Leopold Gondrecourt

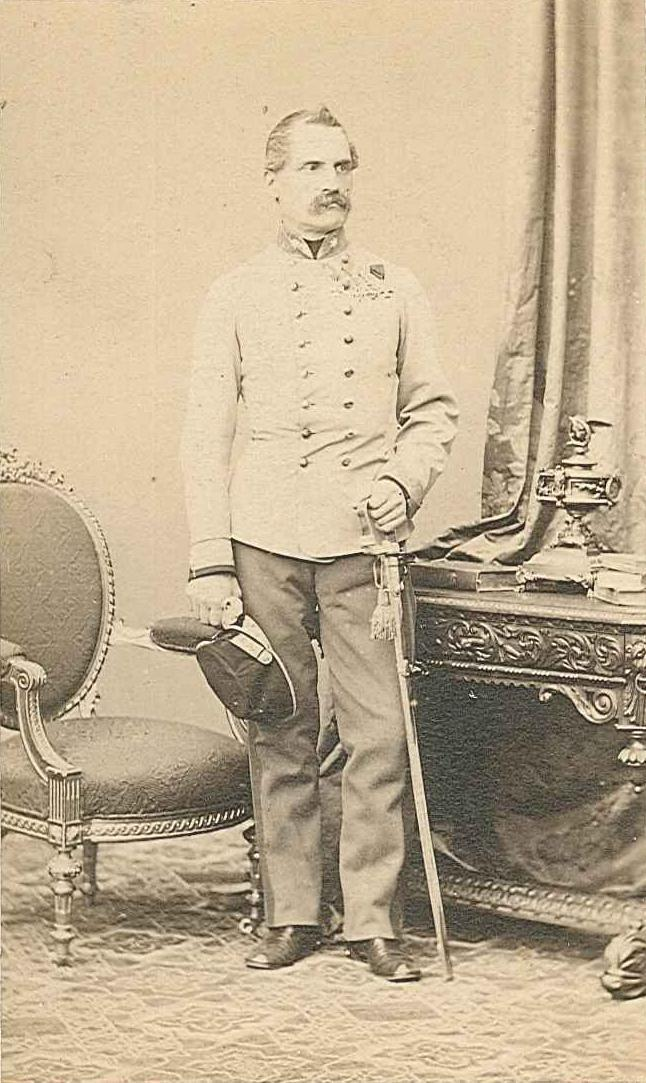
Graf Leopold Gondrecourt

Graf Leopold Gondrecourt (* 13. Mai 1816 in Nancy; † 22. Mai 1888 in Salzburg) war ein General im Kaisertum Österreich, später in Österreich-Ungarn, französischer Herkunft.

## Leben
Nach dem Besuch der Militärschule Saint-Cyr in Saint-Cyr-l’École stellte Graf Gondrecourt sich in den Dienst der österreichischen Armee. Ende 1863 wurde er als Brigadier zum Kommandeur einer 4800 Mann starken Brigade ernannt, die nach Schleswig-Holstein entsandt wurde. Am 17./18. Dezember 1863 brach er von Prag aus nach Schleswig-Holstein auf, um zunächst als österreichisches Kontingent der deutschen Bundestruppen an der Bundesexekution gegen die Herzogtümer Holstein und Lauenburg 1863 und dann weiterhin gemeinsam mit der Preußischen Armee am Deutsch-Dänischen Krieg von 1864 teilzunehmen. Zusammen mit der preußischen Brigade „Canstein“ stürmte Gondrecourts Verband beim Gefecht um den Königshügel bei Selk am 3. Februar 1864 das Vorgelände vor dem Danewerk. Für die erfolgreiche Einnahme des Königshügel wurde er mit dem Militär-Maria-Theresia-Orden ausgezeichnet. Für seine weiteren militärischen Verdienste im Deutsch-Dänischen Krieg schlug der preußische Befehlshaber von Wrangel dem preußischen König Wilhelm I. vor, Gondrecourt mit dem Orden Pour le Mérite auszuzeichnen ‚... für sein in meinem früheren Vorschlag bereits erwähntes rühmliches Verhaltens im Gefecht bei Oberselk und bei der Erstürmung des Königsberges, sondern auch für seine hervorragende Bravour in Veile am 8. ds Monats...‘. König Wilhelm I. verlieh ihm darauf am 18. August 1864 diesen Orden.
Noch 1864 wurde Gondrecourt Oberhofmeister und Erzieher des gerade einmal sechs Jahre alten Erzherzogs Kronprinz Rudolf. Der schon zur Geburt zum Oberst ernannte Junge sollte zum Soldaten erzogen werden. Dazu wendete Gondrecourt militärische Erziehungsmethoden an, so z. B. Wasserkur, Wecken durch Pistolenschüsse, nächtliches Aussetzen im Tiergarten, sowie stundenlanges Exerzieren. Nachdem einer seiner Untergebenen, Josef Latour, den Mut gefasst hatte, die sich im Ausland aufhaltende Mutter Kaiserin Elisabeth von Österreich-Ungarn (Sisi) über die negativen Auswirkungen dieser Erziehungsmethoden auf den Sohn zu informieren, stellte diese ein Ultimatum. Dieses hatte zur Folge, dass Kaiser Franz Joseph I. Gondrecourt 1866 entließ. 
Daraufhin wurde er Kommandant der Festung Theresienstadt. 1866 wurde er Adjutant von General Eduard Clam-Gallas im I. Armeecorps, später Kommandierender General im Rang des Generalmajors desselben. 1888 wurde Gondrecourt in den Ruhestand entlassen.